# Калинецкое
Калинецкое — деревня в Самойловском сельском поселении Бокситогорского района Ленинградской области.

## История
Деревня Калинцы упоминается в переписи 1710 года в Никольском «на Волоку Кославле» погосте Заонежской половины Обонежской пятины.

КАЛИНИЦКО — деревня Калинецкого общества, прихода Волокославского погоста. 

Крестьянских дворов — 42. Строений — 112, в том числе жилых — 61. Жители занимаются рубкой, возкой и сплавом леса.

Число жителей по семейным спискам 1879 г.: 116 м. п., 117 ж. п.; по приходским сведениям 1879 г.: 94 м. п., 118 ж. п.

В конце XIX — начале XX века деревня административно относилась к Анисимовской волости 5-го земского участка 3-го стана Тихвинского уезда Новгородской губернии.

КАЛИНЕЦКОЕ — деревня Калинецкого общества, число дворов — 46, число домов — 65, число жителей: 122 м. п., 109 ж. п.; Занятия жителей: земледелие, лесные промыслы. Часовня, мелочная лавка, школа. (1910 год)

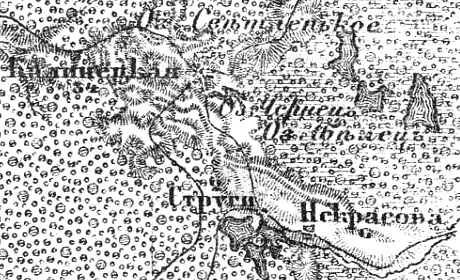
Деревня Калинецкое на карте 1913 года

Согласно карте Новгородской губернии 1913 года деревня называлась Калинецкая насчитывала 34 крестьянских двора.
С 1917 по 1918 год деревня входила в состав Анисимовской волости Тихвинского уезда Новгородской губернии.
С 1918 года, в составе Череповецкой губернии.
С 1927 года, в составе Стругского сельсовета Пикалёвского района.
С 1932 года, в составе Хвойнинского района.
По данным 1933 года деревня называлась Калинецкая и входила в состав Стругского сельсовета Хвойнинского района Ленинградской области.
С 1936 года, в составе Ефимовского района.
В 1940 году население деревни составляло 208 человек.
С 1952 года, в составе Бокситогорского района.
С 1963 года, вновь в составе Ефимовского района.
С 1965 года вновь в составе Бокситогорского района. В 1965 году население деревни составляло 77 человек.
По данным 1966 года деревня называлась Калинец и также входила в состав Стругского сельсовета.
По данным 1973 и 1990 годов деревня Калинецкое входила в состав Анисимовского сельсовета.
В 1997 году в деревне Калинецкое Анисимовской волости проживали 8 человек, в 2002 году — 7 человек (все русские).
В 2007 году в деревне Калинецкое Анисимовского СП проживали 5 человек, в 2010 году — 2.
В 2014 году Анисимовское сельское поселение вошло в состав Самойловского сельского поселения Бокситогорского района.

## География
Деревня расположена в юго-западной части района на автодороге 41К-034 (Пикалёво — Колбеки).
Расстояние до деревни Анисимово — 12 км.
Расстояние до ближайшей железнодорожной станции Пикалёво — 46 км. 
В деревне есть небольшое озеро.

## Демография
| 1997 | 2002 | 2007 | 2010 | 2017 |
| ---- | ---- | ---- | ---- | ---- |
| 8    | ↘7   | ↘5   | ↘2   | ↘0   |